# Prince George—Peace River—Northern Rockies
Circonscription électorale fédérale du Canada
Prince George—Peace River—Northern Rockies (auparavant Prince George—Peace River) est une circonscription électorale fédérale canadienne de la Colombie-Britannique.

## Circonscription fédérale
La circonscription se situe au nord-est de la Colombie-Britannique et comprend les districts régionaux de Northern Rockies et de Peace River ainsi qu'une partie de celui de Fraser-Fort George, incluant une partie de la ville de Prince George.
Les circonscriptions limitrophes sont :
- au nord : Yukon et Territoires du Nord-Ouest
- à l'est : Peace River—Westlock (Alberta), Grande Prairie (Alberta) et Yellowhead (Alberta)
- au sud-est : Kamloops—Shuswap—Central Rockies et Kamloops—Thompson—Nicola
- au sud-ouest : Cariboo—Prince George
- à l'ouest : Skeena—Bulkley Valley[4].

## Historique
La circonscription est initialement créée en 1966 à partir des circonscriptions de Cariboo et de Kamloops. Elle est abolie et redistribuée entre Fort Nelson—Peace River et Prince George—Bulkley Valley. En 1978, pendant une période de 2 ans où il n'y a eu aucune élection, Fort Nelson—Peace River est renommée Prince George—Peace River

## Députés
| Législature                                            | Années        | Député     | Député           | Parti                     |
| ------------------------------------------------------ | ------------- | ---------- | ---------------- | ------------------------- |
| Prince George—Peace River issue de Cariboo et Kamloops |               |            |                  |                           |
| 28e                                                    | 1968–1972     |            | Robert Borrie    | Libéral                   |
| 29e                                                    | 1972–1974     |            | Frank Oberle sr. | Progressiste-conservateur |
| 30e                                                    | 1974–1979     |            | Frank Oberle sr. | Progressiste-conservateur |
| 31e                                                    | 1979–1980     |            | Frank Oberle sr. | Progressiste-conservateur |
| 32e                                                    | 1980–1984     |            | Frank Oberle sr. | Progressiste-conservateur |
| 33e                                                    | 1984–1988     |            | Frank Oberle sr. | Progressiste-conservateur |
| 34e                                                    | 1988–1993     |            | Frank Oberle sr. | Progressiste-conservateur |
| 35e                                                    | 1997–2000     |            | Jay Hill         | Réformiste                |
| 36e                                                    | 1997–2000     |            | Jay Hill         | Réformiste                |
| 36e                                                    | 2000-2000     |            | Jay Hill         | Alliance canadienne       |
| 37e                                                    | 2000–2003     |            | Jay Hill         | Alliance canadienne       |
| 37e                                                    | 2003-2004     |            | Jay Hill         | Conservateur              |
| 38e                                                    | 2004–2006     |            | Jay Hill         | Conservateur              |
| 39e                                                    | 2006–2008     |            | Jay Hill         | Conservateur              |
| 40e                                                    | 2008–2011     |            | Jay Hill         | Conservateur              |
| 41e                                                    | 2011–2015     | Bob Zimmer |                  | Conservateur              |
| Prince George—Peace River—Northern Rockies             |               |            |                  |                           |
| 42e                                                    | 2015–2019     |            | Bob Zimmer       | Conservateur              |
| 43e                                                    | 2019–2021     |            | Bob Zimmer       | Conservateur              |
| 44e                                                    | 2021–2025     |            | Bob Zimmer       | Conservateur              |
| 45e                                                    | 2025–en cours |            | Bob Zimmer       | Conservateur              |

## Résultats électoraux
Prince George—Peace River—Northern Rockies (depuis 2015)
Modèle:Élection générale canadienne de 2025 — Prince George—Peace River—Northern Rockies
Prince George—Peace River (1968-2015)